# قرار مجلس الأمن التابع للأمم المتحدة رقم 1316
قرار مجلس الأمن التابع للأمم المتحدة رقم 1316، المتخذ بالإجماع في 23 آب / أغسطس 2000، بعد الإشارة إلى القرارات 1273 (1999) و1291 (2000) و1304 (2000) بشأن الحالة في جمهورية الكونغو الديمقراطية، مدد المجلس ولاية بعثة الأمم المتحدة لتحقيق الاستقرار في جمهورية الكونغو الديمقراطية حتى 15 أكتوبر 2000.
وأشار القرار بقلق إلى أن بعثة الأمم المتحدة في جمهورية الكونغو الديمقراطية لم تتمكن من تنفيذ تفويضها الكامل بسبب عدم الوصول والتعاون والظروف الأمنية. وسيعمل المجلس مع الأطراف في اتفاق لوساكا لوقف إطلاق النار لتهيئة الظروف اللازمة لنشر بعثة الأمم المتحدة في جمهورية الكونغو الديمقراطية. ودعيت حكومة جمهورية الكونغو الديمقراطية إلى إزالة جميع العقبات التي تحول دون انتشارها.
ومُددت ولاية بعثة الأمم المتحدة في جمهورية الكونغو الديمقراطية لإتاحة الوقت لمزيد من الجهود الدبلوماسية والتفكير في الولاية المستقبلية للعملية وأي تعديلات ضرورية. طُلب من الأمين العام كوفي عنان تقديم توصيات بشأن الإجراءات الإضافية التي يجب أن يتخذها مجلس الأمن وبشأن تنفيذ اتفاق وقف إطلاق النار بحلول 21 سبتمبر 2000.

## روابط خارجية
- نص القرار في undocs.org